# هنري واشنطن هيليارد
هنري واشنطن هيليارد هو محامي ودبلوماسي وسياسي أمريكي، ولد في 4 أغسطس 1808 في فاييتفيل في الولايات المتحدة، وتوفي في 17 ديسمبر 1892 في أتلانتا في الولايات المتحدة. نشط حزبياً في الحزب الجمهوري وحزب اليمين. وقد انتخب سفير وانتخب عضو مجلس النواب الأمريكي ‏.